# Переписна область №7 (Манітоба)
Переписна область №7 (англ. Division No.  7) — переписна область в Канаді, у провінції Манітоба.

## Населення
За даними перепису 2016 року, переписна область нараховувала 68746 жителів, показавши зростання на 5,6%, порівняно з 2011-м роком. Середня густина населення становила 10,9 осіб/км².
З офіційних мов обидвома одночасно володіли 3 565 жителів, тільки англійською — 62 790, тільки французькою — 45, а 1 265 — жодною з них. Усього 10,400 осіб вважали рідною мовою не одну з офіційних, з них 250 — одну з корінних мов, а 705 — українську.
Працездатне населення становило 70,7% усього населення, рівень безробіття — 6,7% (6,5% серед чоловіків та 7% серед жінок). 89,1% були найманими працівниками, 9,3% — самозайнятими.
Середній дохід на особу становив $45 201 (медіана $37 456), при цьому для чоловіків — $53 902, а для жінок $37 004 (медіани — $45 440 та $30 885 відповідно).
32% мешканців мали закінчену шкільну освіту, не мали закінченої шкільної освіти — 19,7%, 48,3% мали післяшкільну освіту, з яких 34,2% мали диплом бакалавра, або вищий, 335 осіб мали вчений ступінь.
| Статево-вікова структура населення | Статево-вікова структура населення | Статево-вікова структура населення | Статево-вікова структура населення | Статево-вікова структура населення |
| ---------------------------------- | ---------------------------------- | ---------------------------------- | ---------------------------------- | ---------------------------------- |
|                                    |                                    |                                    |                                    |                                    |
| Всього                             | Всього                             | 49,0%51,0%                         |                                    |                                    |
| 0 — 14 років                       | 0 — 14 років                       |                                    | 19,5%                              | 19,5%                              |
| 15 — 64 років                      | 15 — 64 років                      |                                    | 64,9%                              | 64,9%                              |
| 65 і більше                        | 65 і більше                        |                                    | 15,5%                              | 15,5%                              |
| 85 і більше                        | 85 і більше                        |                                    | 2,7%                               | 2,7%                               |
| 100 і більше                       | 100 і більше                       |                                    | 0%                                 | 0%                                 |
| Середній вік (років)               | Середній вік (років)               | 37,539,9                           | 38,7                               | 38,7                               |
| Медіана (років)                    | Медіана (років)                    | 35,838,0                           | 36,9                               | 36,9                               |
| — чоловіки — жінки                 |                                    |                                    |                                    |                                    |

| Походження мешканців:     | Походження мешканців:     | Походження мешканців: | Походження мешканців: | Походження мешканців: |
| ------------------------- | ------------------------- | --------------------- | --------------------- | --------------------- |
| Походження                |                           |                       | осіб                  | %                     |
| Корінні американці        | Корінні американці        |                       | 7 980                 | 12.12%                |
| Інше північноамериканське | Інше північноамериканське |                       | 16 385                | 24.89%                |
| Європейське               | Європейське               |                       | 47 405                | 72.01%                |
| британське                | британське                |                       | 33 105                | 50.28%                |
| французьке                | французьке                |                       | 6 630                 | 10.07%                |
| українське                | українське                |                       | 8 985                 | 13.65%                |
| Карибське                 | Карибське                 |                       | 250                   | 0.38%                 |
| Латинськоамериканське     | Латинськоамериканське     |                       | 2 465                 | 3.74%                 |
| Африканське               | Африканське               |                       | 1 315                 | 2%                    |
| Азійське                  | Азійське                  |                       | 4 890                 | 7.43%                 |
| Океанійське               | Океанійське               |                       | 105                   | 0.16%                 |

| Зайнятість населення за галузями (за класифікацією NOC): | Зайнятість населення за галузями (за класифікацією NOC): | Зайнятість населення за галузями (за класифікацією NOC): | Зайнятість населення за галузями (за класифікацією NOC): | Зайнятість населення за галузями (за класифікацією NOC): |
| -------------------------------------------------------- | -------------------------------------------------------- | -------------------------------------------------------- | -------------------------------------------------------- | -------------------------------------------------------- |
|                                                          |                                                          |                                                          |                                                          |                                                          |
| Управління                                               | Управління                                               |                                                          | 10,2%                                                    | 10,2%                                                    |
| Бізнес, фінанси та адміністрування                       | Бізнес, фінанси та адміністрування                       |                                                          | 13,2%                                                    | 13,2%                                                    |
| Природничі та прикладні науки                            | Природничі та прикладні науки                            |                                                          | 3,7%                                                     | 3,7%                                                     |
| Охорона здоров'я                                         | Охорона здоров'я                                         |                                                          | 9%                                                       | 9%                                                       |
| Освіта, правозахист, муніципальні та урядові служби      | Освіта, правозахист, муніципальні та урядові служби      |                                                          | 13,8%                                                    | 13,8%                                                    |
| Мистецтво, культура, відпочинок та спорт                 | Мистецтво, культура, відпочинок та спорт                 |                                                          | 1,3%                                                     | 1,3%                                                     |
| Роздрібна торгівля та послуги                            | Роздрібна торгівля та послуги                            |                                                          | 23,4%                                                    | 23,4%                                                    |
| Гуртова торгівля, транспорт та обладнання                | Гуртова торгівля, транспорт та обладнання                |                                                          | 15,1%                                                    | 15,1%                                                    |
| Природні ресурси, сільське господарство                  | Природні ресурси, сільське господарство                  |                                                          | 3,2%                                                     | 3,2%                                                     |
| Виробництво                                              | Виробництво                                              |                                                          | 7,1%                                                     | 7,1%                                                     |

## Населені пункти
До переписної області входять місто Брендон, містечко Карберрі, муніципалітети Гленборо-Саут-Сайпрес, Оукленд-Ваваніза, Рівердейл, Сурі-Ґленвуд, Норт-Сайпрес-Ленґфорд, а також хутори, інші малі населені пункти та розосереджені поселення.

## Клімат
Середня річна температура становить 2,4°C, середня максимальна – 23,9°C, а середня мінімальна – -24,3°C. Середня річна кількість опадів – 483 мм.
| Клімат поселення                              | Клімат поселення | Клімат поселення | Клімат поселення | Клімат поселення | Клімат поселення | Клімат поселення | Клімат поселення | Клімат поселення | Клімат поселення | Клімат поселення | Клімат поселення | Клімат поселення | Клімат поселення |
| Показник                                      | Січ.             | Лют.             | Бер.             | Квіт.            | Трав.            | Черв.            | Лип.             | Серп.            | Вер.             | Жовт.            | Лист.            | Груд.            |                  |
| Середній максимум, °C                         | −11,24           | −7,38            | −0,62            | 9,58             | 17,75            | 23,00            | 23,93            | 23,09            | 17,46            | 10,44            | 0,44             | −8,91            |                  |
| Середня температура, °C                       | −17,76           | −13,89           | −7,12            | 3,08             | 11,22            | 16,50            | 19,04            | 18,20            | 12,58            | 5,54             | −4,44            | −13,82           |                  |
| Середній мінімум, °C                          | −24,26           | −20,41           | −13,63           | −3,43            | 4,71             | 10,00            | 14,16            | 13,32            | 7,68             | 0,66             | −9,34            | −18,7            |                  |
| Норма опадів, мм                              | 19               | 18               | 28               | 24               | 67               | 84               | 67               | 61               | 41               | 30               | 21               | 23               |                  |
| Середньомісячна швидкість вітру, м/с          | 4.10             | 4.10             | 4.20             | 4.40             | 4.60             | 4.00             | 3.50             | 3.60             | 4.09             | 4.34             | 4.24             | 4.10             |                  |
| Середньомісячна сонячна радіація, кДж/м²·день | 4192             | 7489             | 12624            | 17210            | 20069            | 21171            | 21946            | 18630            | 12949            | 7823             | 4253             | 3178             |                  |
| --------------------------------------------- | ---------------- | ---------------- | ---------------- | ---------------- | ---------------- | ---------------- | ---------------- | ---------------- | ---------------- | ---------------- | ---------------- | ---------------- | ---------------- |
| Джерело:                                      |                  |                  |                  |                  |                  |                  |                  |                  |                  |                  |                  |                  |                  |